# St. Maximin (Koblenz)

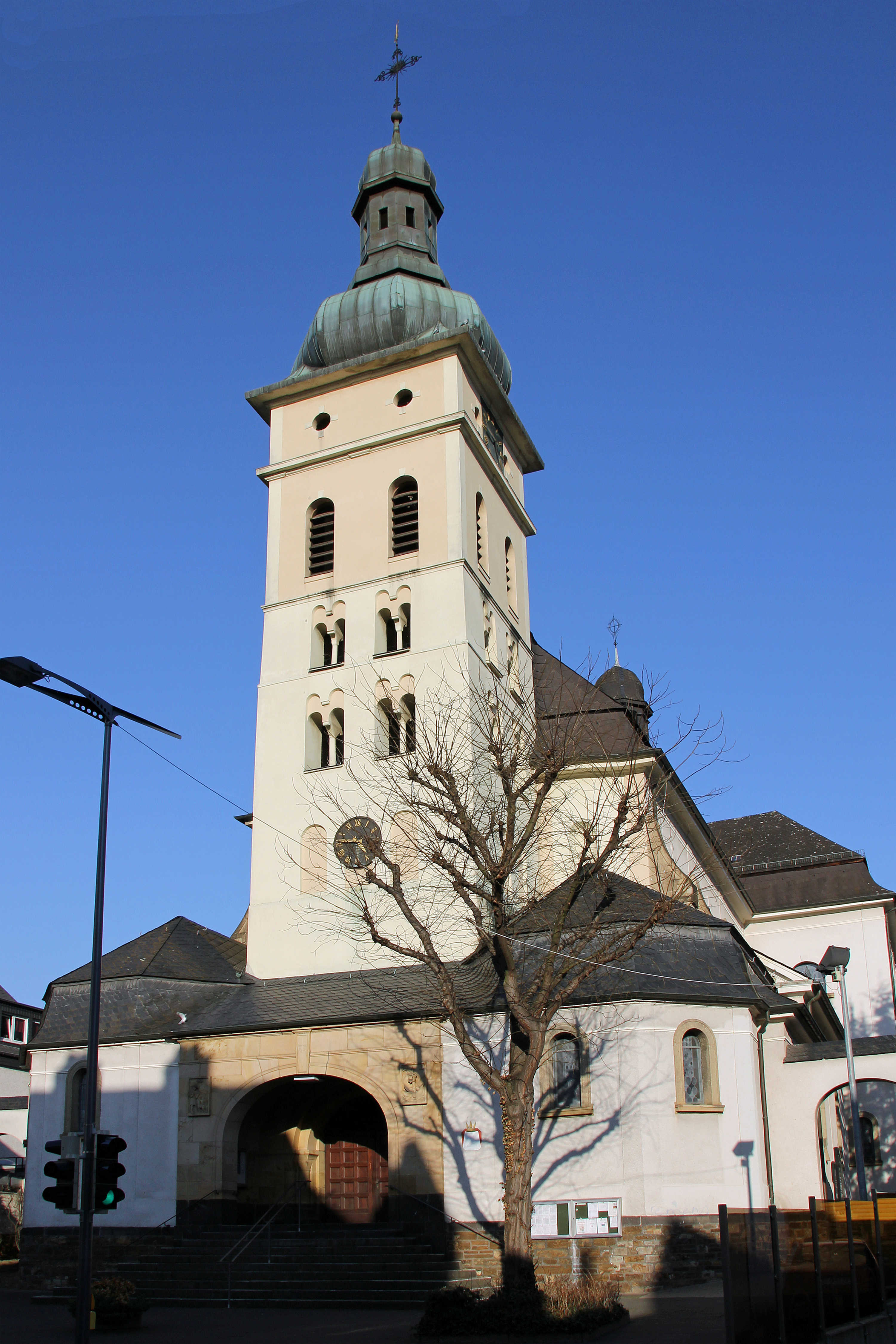
Die Pfarrkirche St. Maximin in Koblenz-Horchheim

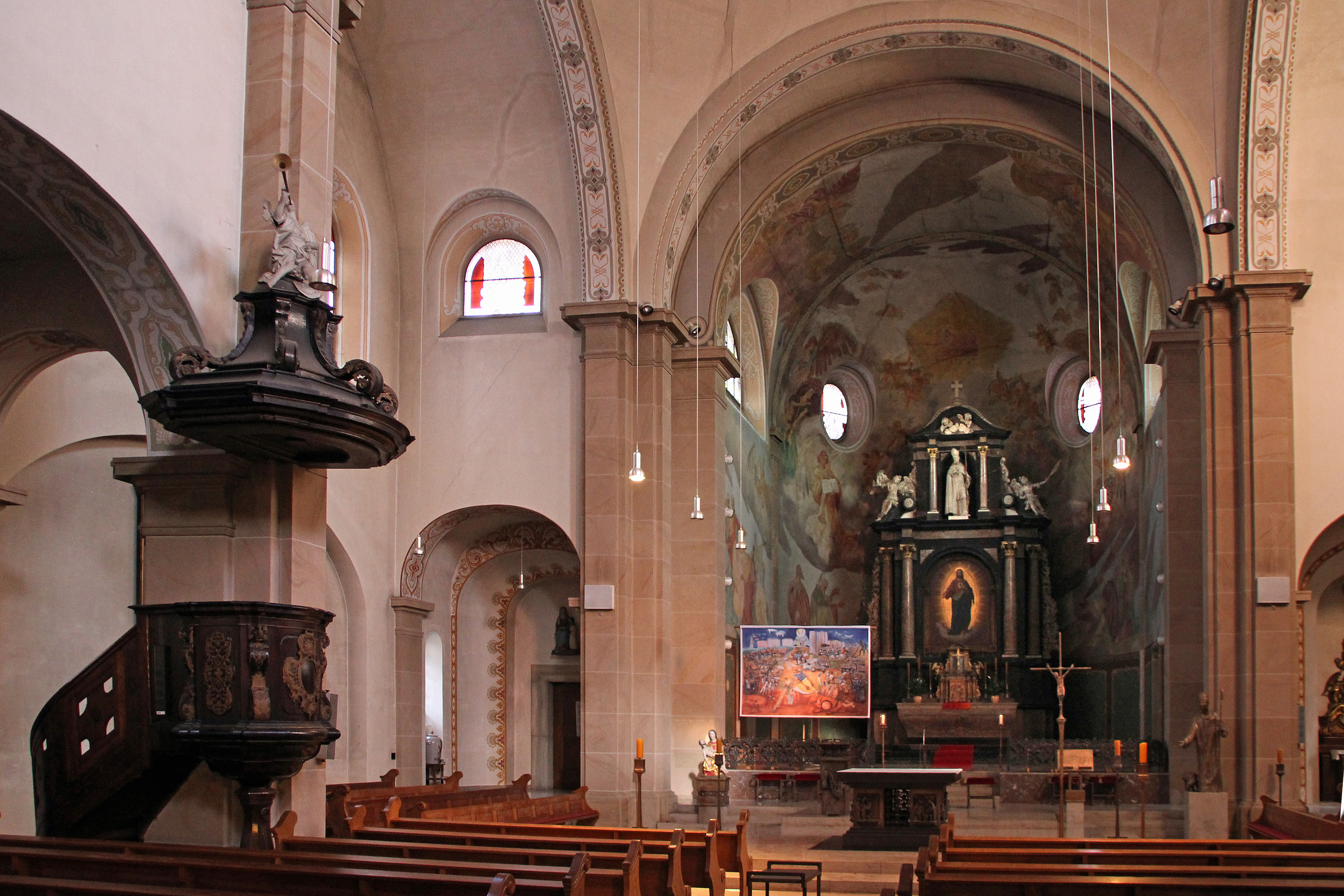

Die Pfarrkirche St. Maximin ist eine katholische Kirche in Koblenz. Der neobarocke Kirchenbau im Stadtteil Horchheim wurde in seiner heutigen Form 1918 vollendet. Er geht auf Vorgängerbauten zurück, die erstmals im 12. Jahrhundert errichtet wurden. Der alte romanische Westturm wurde in das heutige Bauwerk integriert. Schutzpatron der Kirche ist der heilige Maximin von Trier.

## Geschichte
Eine vermutlich aus Holz errichtete Kapelle ist erstmals 1130 in Horchheim urkundlich erwähnt. Ein Kirchturm und eine Kirche aus Stein wurden wohl Ende des 12. Jahrhunderts gebaut. Vom Trierer Erzbischof erhielt die Kirche 1213 mit päpstlicher Bestätigung von Innozenz III. das Tauf- und Begräbnisrecht. Patronin dieser Kirche war Unsere Liebe Frau, die Gottesmutter Maria. Bis zur endgültigen Trennung 1583 war sie Filiale von St. Johannis in Niederlahnstein. Danach wechselte das Patrozinium zum heiligen Maximin von Trier.
Nachdem die Zahl der Einwohner angestiegen und da die Kirche baufällig geworden war, wurde das Bauwerk 1817 abgerissen. Nur der Turm blieb erhalten, an den der Architekt Johann Claudius von Lassaulx 1819 ein neues Kirchengebäude errichtete. Diese Kirche wurde 1916 abgebrochen, wieder blieb der Turm erhalten. Das heutige Bauwerk wurde von 1916 bis 1918 von Richard van Broek aus Duisburg unter Einbeziehung des alten Turms gebaut. Der Turm wurde dabei um ein Stockwerk erhöht und erhielt eine geschweifte Haube.
Im Zweiten Weltkrieg wurden 1945 bei einem Luftangriff auf Koblenz alle Fenster und ein Altar zerstört. Nach dem Krieg wurden die Schäden bis 1960 beseitigt und der Innenraum wurde weiß angestrichen. Der Kirchturm wurde 1972 mit Kupfer, das Dach der Kirche 1974 mit Kupferschiefer neu gedeckt. In den Jahren 1980/1981 erfolgte eine grundlegende Renovierung des Innenraums. Dabei wurden unter dem weißen Anstrich verborgene Fresken größtenteils restauriert. Den Zelebrationsaltar verschob man in den Bereich der Vierung.

## Bau und Ausstattung

### Außen
Die Pfarrkirche St. Maximin ist eine neubarocke dreischiffige Basilika mit kurzem Querhaus und Nebenchören. Der romanische Turm aus dem 12. Jahrhundert ist von pavillonartigen Anbauten mit Pyramidendächern und einer offenen Vorhalle umbaut. Im Untergeschoss des Turms sind drei rundbogige Blenden angebracht, darüber zwei Geschosse mit zwei gekoppelten Doppelfenstern. Hier wurde in den 1910er Jahren das hohe neubarocke Glockengeschoss mit Zwiebelhaube und Laterne aufgesetzt. Mittelschiff und gleich hohes Querhaus tragen ein Mansarddach. Über der Vierung erhebt sich ein hoher gebauchter Dachreiter mit Laterne.

### Innen

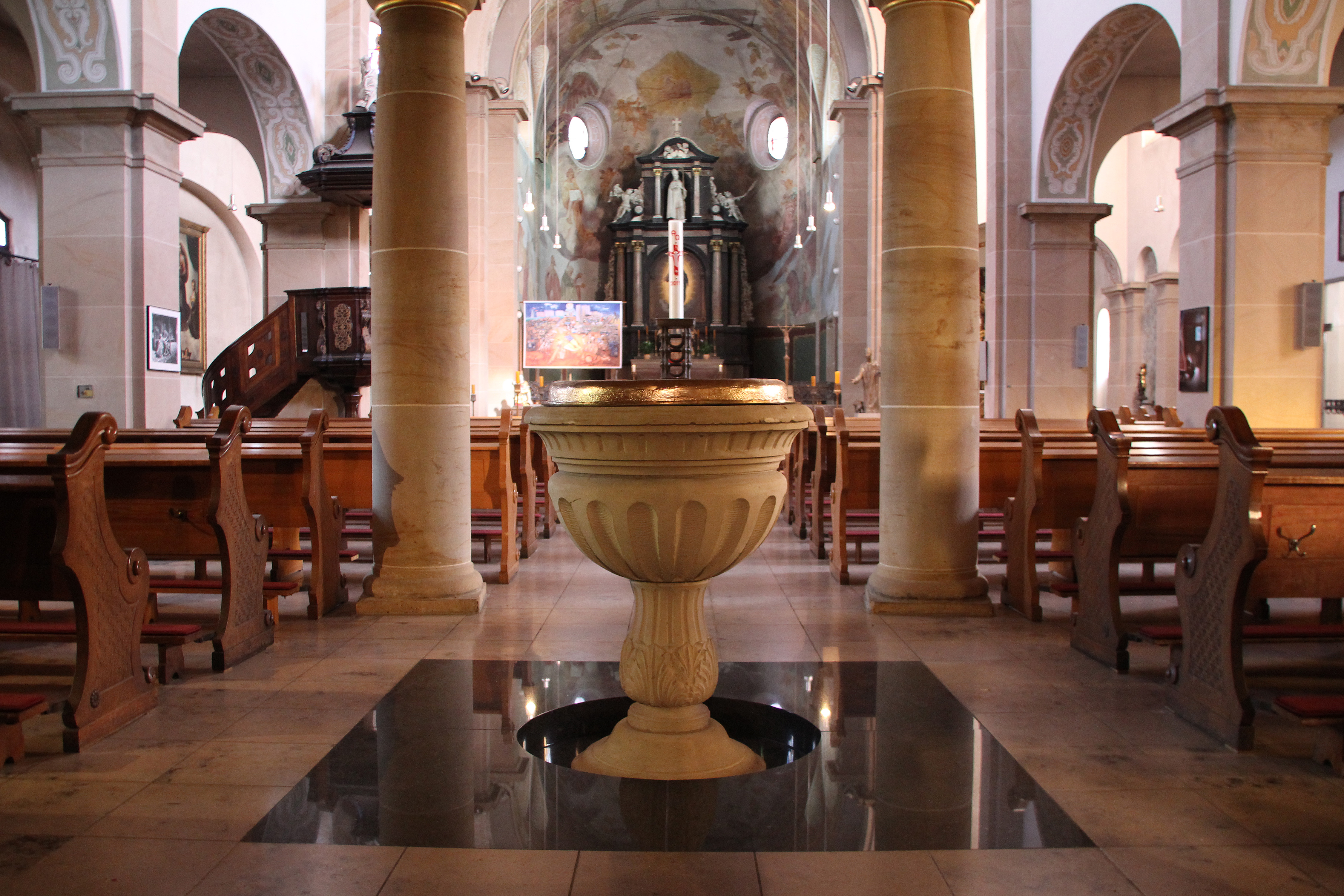
Taufstein
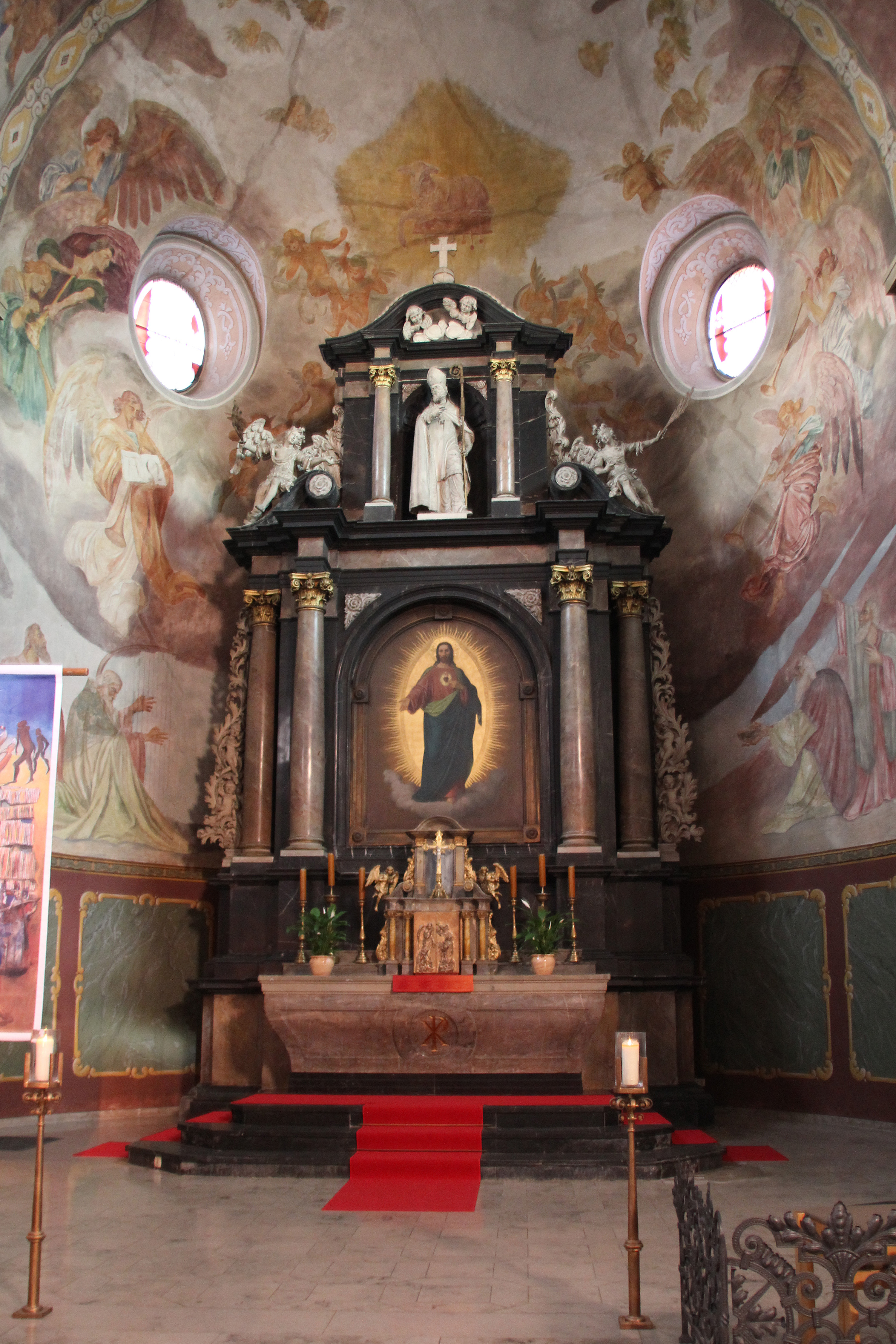
Hochaltar
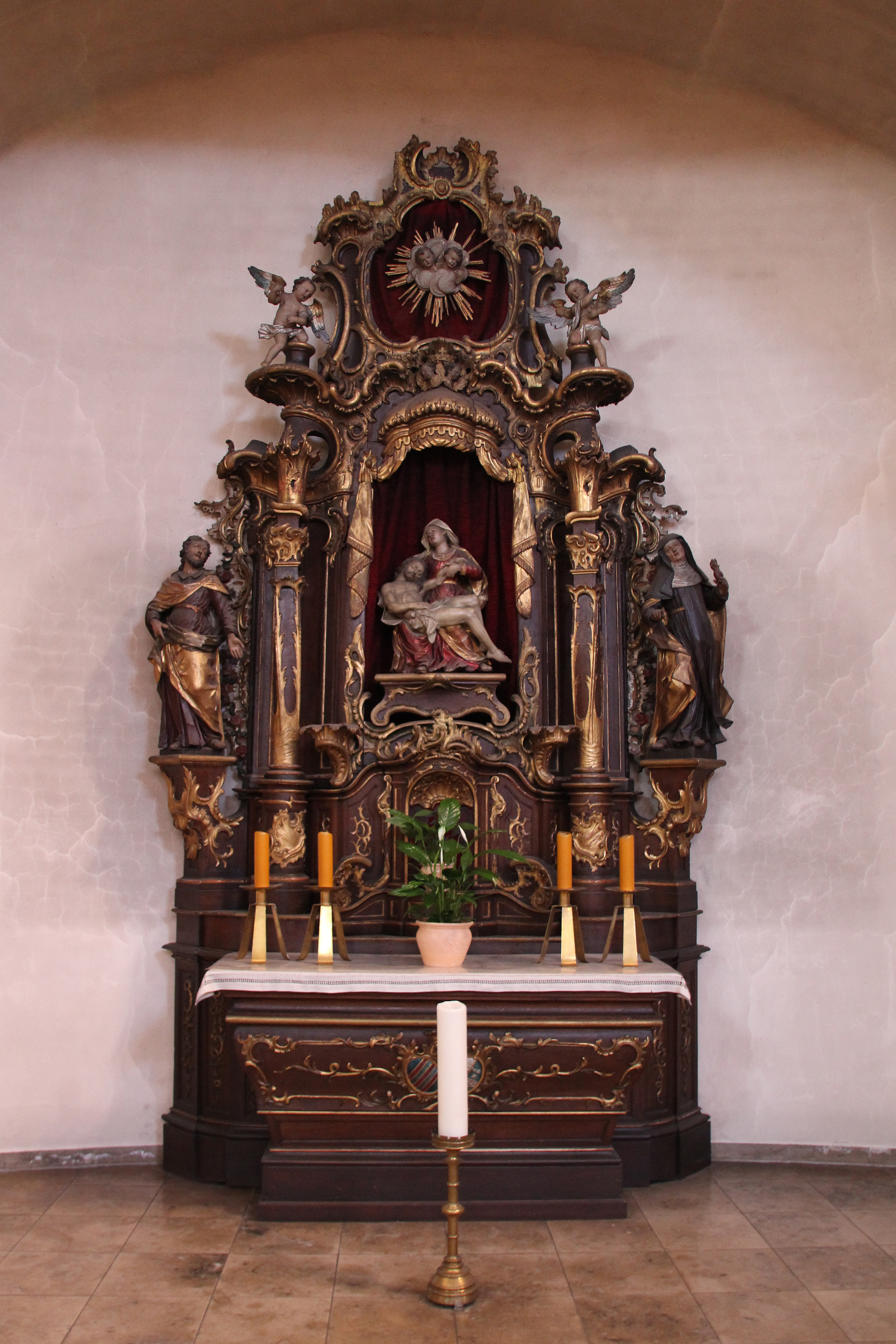
Seitenaltar

Das Mittelschiff, das Querhaus und der Chor haben Tonnengewölbe, die niedrigen Seitenschiffe haben Flachdecken. Die Fenster sind rundbogig geschlossen. In den Obergaden sind Lünettenfenster, im Chor zwei hochliegende stehende Ovalfenster eingebaut. Die ornamentale Ausmalung im Inneren wurde in Formen des Neubarocks und des Jugendstils ausgeführt. Ein Fresko der Anbetung des heiligen Lamms, geschaffen von Willy Stucke (1880–1952) aus Bonn, befindet sich im Chor. Nach dem Krieg weiß übermalt, wurde es 1981 wieder freigelegt.
Im Chor steht ein Hochaltar aus dem Jahr 1677, geschaffen wohl von dem Koblenzer Bildhauer Johann Heinrich Neuß, der den Koblenzer Karmelitern vom Mainzer Erzbischof geschenkt und 1819 in St. Maximin aufgestellt wurde. Darauf wurde ein zweigeschossiger Säulenaltar aus schwarzem Marmor mit vollplastischer Figur eines heiligen Bischofs und Engelsfiguren an den Seiten aufgebaut. Den Zelebrationsaltar mit acht Bronzereliefs schuf 1983 Josef Welling aus Koblenz. Der reich geschnitzte Seitenaltar (um 1781) im Stil des Spätrokokos stammt aus der Kapelle des benachbarten Eyßchen Hauses und wurde 1860 im südlichen Querhausarm aufgestellt. Er wurde aus Holz mit vergoldeten Ornamenten gefertigt, mit einem Vesperbild in der Mitte sowie vollplastische Figuren des heiligen Josef und der heiligen Therese an den Seiten. Die Familie Mendelssohn stiftete eine Kopie der Sixtinischen Madonna aus der Mitte des 19. Jahrhunderts, die an der Stirnwand des nördlichen Querhauses hängt. Die Kanzel am nordwestlichen Vierungspfeiler aus der Mitte des 18. Jahrhunderts mit vergoldeten Profilen, Rocaillekartuschen und einem posauneblasenden Engel auf dem Schalldeckel stammt aus dem Koblenzer Barbarakloster.

### Orgel

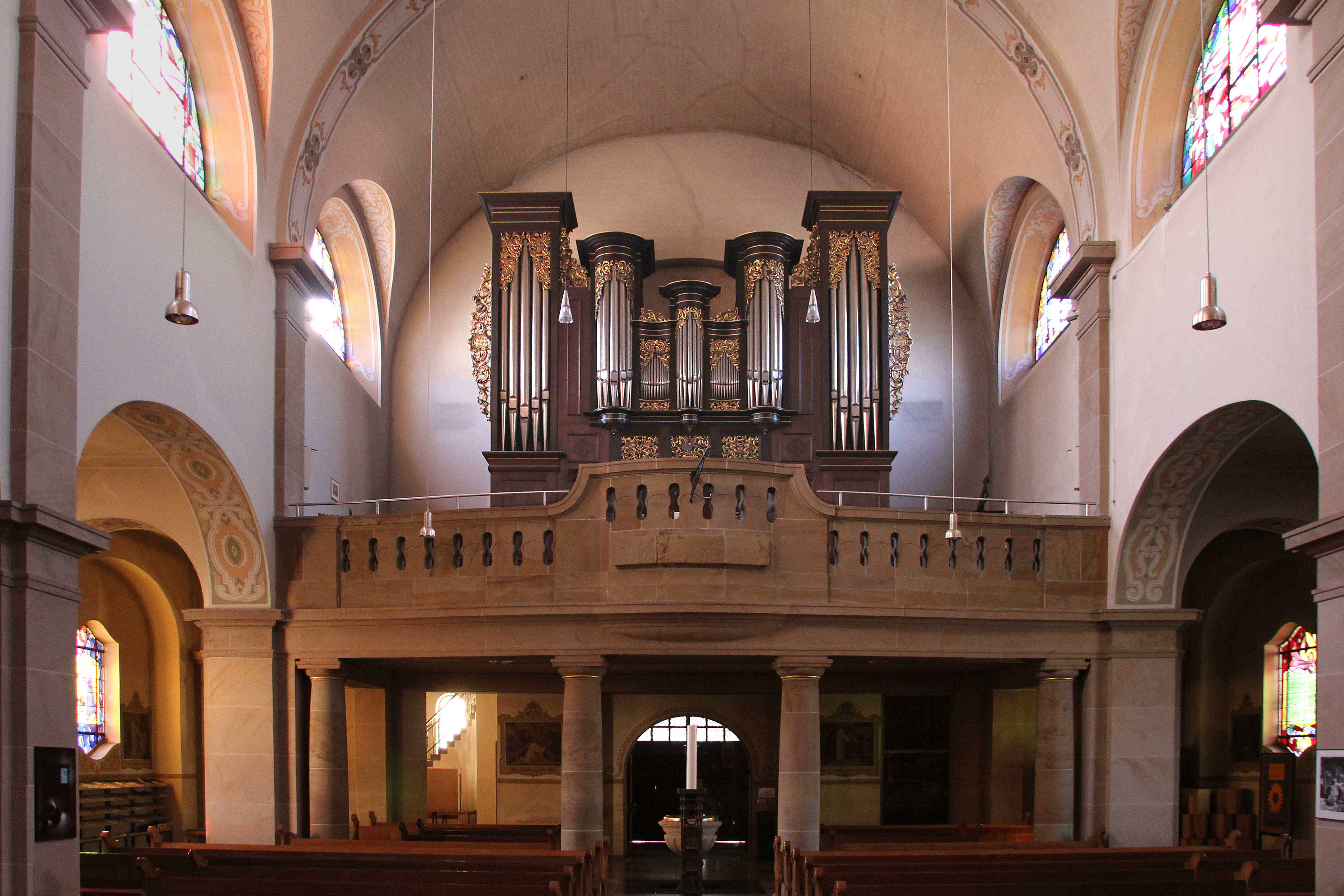
Innenraum mit der Stumm-Orgel

Über der säulengetragenen Empore auf der Westseite steht eine Orgel, deren Prospekt um 1749 von der Orgelbauwerkstatt Stumm erbaut wurde. Dahinter baute der Orgelbauer Hugo Mayer im Jahr 1987 ein neues Orgelwerk mit 35 Registern auf drei Manualen und Pedal. Dabei wurden 16 Register von der Vorgängerorgel aus dem Jahr 1926 übernommen, die Johannes Klais Orgelbau aus Bonn erbaut hatte. Ihre Disposition lautet:
| I Koppelmanual C–g3 |

| II Hauptwerk C–g3 |       |
| Bourdon           | 16′   |
| Principal         | 8′    |
| Metallgedackt     | 8′    |
| Dulciana          | 8′    |
| Octave            | 4′    |
| Quintadena        | 4′    |
| Schwegel          | 2′    |
| Cornet V          |       |
| Mixtur V          | 2′    |
| Cymbel II         | 2 ⁄3′ |
| Trompete          | 8′    |
| Vox humana        | 8′    |
| Tremulant         |       |

| III Schwellwerk C–g3 |        |
| Weitgedackt          | 8′     |
| Holzflöte            | 8′     |
| Gamba                | 8′     |
| Schwebung            | 8′     |
| Singend Octave       | 4′     |
| Rohrflöte            | 4′     |
| Nazard               | 2 ⁄3′  |
| Superoctave          | 2′     |
| Terz                 | 1 3⁄5′ |
| Quinte               | 1 ⁄3′  |
| Scharff IV           | 1′     |
| Fagott               | 16′    |
| Hautbois             | 8′     |
| Clairon              | 4′     |
| Tremulant            |        |

| Pedal C–f1 |     |
| Subbaß     | 16′ |
| Principal  | 16′ |
| Octave     | 8′  |
| Gedackt    | 8′  |
| Choralbaß  | 4′  |
| Quintade   | 4′  |
| Feldflöte  | 2′  |
| Posaune    | 16′ |
| Trompete   | 8′  |

- Koppeln: III-II, III-P, II-P
- Spielhilfen: 64 Einzelkombinationen auf 2 Ebenen mit Schlüsselschalter, Sequenzer vor – und rückwärts

### Glocken
Im Kirchturm befinden sich zwei alte Glocken mit ausführlichen Inschriften:
- Maximinus 1542 von Johann von Andernach gegossen
- Franciscus 1740 von Johannes Papst auf Ehrenbreitstein gegossen

## Pfarreiengemeinschaft
St. Maximin ist Teil der im Oktober 2005 gegründeten „Pfarreiengemeinschaft Koblenz Rechte Rheinseite“, zu der auch die Pfarreien Maria Himmelfahrt auf dem Asterstein, St. Nikolaus in Arenberg, St. Aldegundis in Arzheim, die Heilig-Kreuz-Kirche in Ehrenbreitstein, St. Peter und Paul in Pfaffendorf, St. Pankratius in Niederberg und St. Martin auf der Pfaffendorfer Höhe gehören.

## Denkmalschutz
Die Pfarrkirche St. Maximin ist ein geschütztes Kulturdenkmal nach dem Denkmalschutzgesetz (DSchG) und in der Denkmalliste des Landes Rheinland-Pfalz eingetragen. Sie liegt in Koblenz-Horchheim in der Emser Straße 351.
Seit 2002 ist die Pfarrkirche St. Maximin Teil des UNESCO-Welterbes Oberes Mittelrheintal.